# Stenia bismarckii
Espèce
Stenia bismarckii est une espèce de plantes à fleurs de la famille des Orchidaceae (les orchidées), du genre Stenia et appartenant à la sous-tribu des Zygopetalinae. C'est une épiphyte que l'on trouve dans certaines zones des forêts tropicales du Pérou et du sud de l'Équateur. Elle a été décrite pour la première fois en 1989.

## Habitat
Cette espèce croît dans les forêts montagneuses tropicales entre 1 600 et 1 800 mètres d'altitude.